# Shadow Tactics: Blades of the Shogun
Shadow Tactics: Blades of the Shogun là một game chiến thuật thời gian thực theo hướng hành động lén lút do hãng Mimimi Productions phát triển và Daedalic Entertainment phát hành. Lối chơi tương tự như trong dòng game Commandos và Desperados. Trò chơi được phát hành vào ngày 6 tháng 12 năm 2016 cho Microsoft Windows, macOS và Linux, và vào tháng 7 năm 2017 cho PlayStation 4 và Xbox One. Trò chơi đã nhận được ba giải German Developer Awards (tựa game Đức hay nhất, game PC/console hay nhất, thiết kế game hay nhất).

## Cốt truyện
Bối cảnh game dựa trên thời kỳ Edo ở Nhật Bản. Một vị tướng quân đã thống nhất Nhật Bản sau nhiều năm chiến tranh. Tuy nhiên, một lãnh chúa bí ẩn được gọi là Kage-sama đã xuất hiện, gây nguy hiểm cho sự ổn định của đất nước. Tướng quân bèn giao cho Oshiro Mugen, một samurai dưới trướng, tiêu diệt Kage-sama và các đồng minh của hắn. Xuyên suốt hành trình của mình, Mugen gặp gỡ và chiêu mộ 4 nguòi đồng hành chuyên thâm nhập và ám sát: Hayato, một ninja dữ tợn đến từ tỉnh Iga cũ; Yuki, một thanh niên thông minh, ham học hỏi bị ruồng bỏ; Aiko, một nữ ninja đến từ tỉnh Shinano và là tình nhân của Mugen; và Takuma, tay súng cừ khôi và nhà giả kim tài năng.
Cùng nhau, họ xác định danh tính và ra tay giết hai đồng minh của Kage-sama: Lãnh chúa Yabu và Tướng Okkoto. Tuy nhiên, khi họ cố gắng tóm Kage-sama thì chính họ lại bị bắt. Kage-sama không ai khác chính là Lãnh chúa Noboru, em trai của Tướng quân và là vị tướng cấp cao. Noboru không muốn hòa bình mà cứ để chiến tranh vĩnh viễn, nơi những chiến binh như hắn ta mới có đất dụng võ. Bắt giam những người bạn đồng hành của Mugen làm con tin, Noboru buộc Mugen dẫn hắn đến nơi ẩn náu bí mật của Ryunosuke, con trai của Tướng quân, người đã giết con trai của Noboru là Masaru. Những người bạn đồng hành của Mugen thoát khỏi nơi bị giam cầm, nhưng Mugen mang mặc cảm tội lỗi và bị sỉ nhục đã thực hiện nghi thức seppuku.
Sau khi biết rằng cả nhóm vẫn sống sót, Noboru đổ lỗi cho họ vì đã giết Ryunosuke và nảy ra kế hoạch ám sát Tướng quân. Cả nhóm bắt cóc Masaru và giao lại cho Tướng quân, để rồi hắn đành thú nhận tất cả mọi thứ về sự dính líu của mình trong âm mưu của cha hắn. Tướng quân xử tử Masaru và cử cả nhóm thực hiện nhiệm vụ cuối cùng là giết Noboru trong lâu đài của hắn. Sau khi trả thù cho Mugen, bốn người đồng đội chia tay nhau và biến mất khỏi con mắt của lịch sử. Aiko sau đó sinh con trai của Mugen, sau được Tướng quân nhận nuôi, cho phép con cháu Mugen kế tục anh ta tồn tại lâu dài.

## Lối chơi
Shadow Tactics: Blades of the Shogun thuộc thể loại chiến thuật thời gian thực theo hướng hành động lén lút, lấy cảm hứng từ dòng game Commandos và Desperados. Người chơi chỉ huy một đội nhỏ và thực hiện nhiều hành động gián điệp, phá hoại và ám sát khác nhau, chẳng hạn như xâm nhập vào pháo đài được bảo vệ nghiêm ngặt và loại bỏ kẻ thù từ bên trong, giết/bắt giữ các mục tiêu đặc biệt, đánh cắp tài liệu quan trọng, nghe lén các cuộc trò chuyện để thu thập thông tin hoặc giải cứu các nhân vật khác. Đám lính canh của địch có một vật hình nón có thể nhìn thấy được mà các anh hùng phải né tránh để không bị phát hiện. Nhiệm vụ thường yêu cầu người chơi tiêu diệt kẻ thù giữa họ và mục tiêu một cách có phương pháp, sử dụng mồi nhử, bẫy và đâm sau lưng để giết mà không cần báo động. Nhân vật anh hùng dễ dàng di chuyển xác của những lính canh bị giết rồi giấu họ trong bụi rậm hoặc sau cánh cửa, để tránh bị kẻ khác phát hiện. Nếu vị anh hùng để lộ tung tích hoặc một xác chết bị địch tình cờ nhìn thấy, báo động sẽ được nâng lên và các cuộc tuần tra bổ sung sẽ được quân địch triển khai nhằm đảm bảo an toàn cho toàn bộ khu vực.

### Anh hùng
Mỗi anh hùng có bộ kỹ năng riêng của mình.
- Hayato có một chiếc phi tiêu Shurikenjutsu dùng để giết hầu hết kẻ địch ở khoảng cách xa mà không gây tiếng ồn, trừ samurai. Anh cũng có một cái móc sắt mà nhờ đó dễ dàng leo lên các mái nhà ở bất cứ nơi nào có móc.
- Mugen là nhân vật duy nhất hạ gục samurai của đối phương chỉ bằng trận đánh trực diện. Anh cũng có thể dụ lính canh đối phương từ các chốt của họ bằng một chai rượu sake.
- Yuki có thể giăng một cái bẫy giết chết bất cứ ai bước qua, trừ samurai. Cô bé cũng có một cây sáo dùng để thu hút lính canh bằng âm thanh.
- Aiko dễ dàng cải trang thành geisha và tự do đi lại trên bản đồ, và chỉ những samurai của địch mới có thể nhận ra cô qua lớp ngụy trang này. Cô ấy có thể đánh lạc hướng lính canh đối phương bằng những lời bông đùa hoặc tán tỉnh, và có thể âm thầm giết chúng bằng một con dao găm.
- Takuma có một khẩu súng trường hạ gục kẻ địch ở khoảng cách xa và không gây tiếng ồn, nhưng số lượng đạn của ông rất hạn chế. Ông lão cũng có một con tanuki làm vật nuôi, dùng để đánh lạc hướng lính canh của địch bằng cách dụ kẻ địch đến chơi với nó.

## Đón nhận
Shadow Tactics: Blades of the Shogun được đánh giá "rất tốt" theo trang web tổng hợp kết quả đánh giá Metacritic. Theo Rock, Paper, Shotgun, trò chơi hay hơn Commandos 2 và dòng game Desperados.

## Spin-off và các phương tiện khác
- Một phiên bản board game của tựa game PC này do Antler Games phát hành đã được gọi vốn cộng đồng trên Kickstarter vào năm 2019.[13][14]